# Americans for Prosperity
Americans for Prosperity (AFP), grundat 2004 i USA efter uppdelningen av Citizens for a Sound Economy i AFP och Freedomworks, är en Washingtonbaserad, konservativ stiftelse, lobbygrupp och opinionsbildande organisation, inom vilken familjen Koch och Koch Industries har stor betydelse. Enligt AFP arbetar organisationen för en ekonomisk politik som främjar företagande och minskar den statliga regleringen av ekonomin. I de amerikanska mellanårsvalen 2010 stödde AFP republikanska kandidater, såsom Tea Party-rörelsen, och är mycket engagerad i lobbyarbetet för att åstadkomma minskade regleringar av olje- och gasindustrin i USA.